# Henry Taylor (sportiv)
Henry Taylor (n. 17 martie 1885, Oldham, Anglia, Regatul Unit al Marii Britanii și Irlandei – d. 28 februarie 1951, Oldham, Anglia, Regatul Unit) a fost un înotător ce a reprezentat Regatul Unit al Marii Britanii și al Irlandei de Nord, medaliat olimpic. A participat la 4 ediții ale Jocurilor Olimpice (1906, 1908, 1912, 1920) în care a câștigat 5 medalii de aur și 4 medalii de bronz.